# Marian Wodziński
Marian Wodziński (ur. 8 maja 1911 w Tarnowie, zm. 21 lipca 1986 w Liverpoolu) – dr med., członek komisji Czerwonego Krzyża w 1943 r. do stwierdzenia zbrodni katyńskiej.

## Życiorys
Urodził się 8 maja 1911 r. w Tarnowie. Ojciec Władysław Emilian (1878-1947) był naczelnikiem I Kasy Skarbowej w Krakowie. Matka Rozalia z d. Rusinek (1882-1979). Miał brata Stanisława. Rodzina Wodzińskich pieczętowała się herbem Jastrzębiec.
Ukończył studia na Wydziale Lekarskim Uniwersytetu Jagiellońskiego w 1936 r. i po studiach pracował na krakowskiej uczelni w zakładzie anatomii patologicznej u prof. Stanisława Ciechanowskiego. Tam też uzyskał doktorat. Następnie był asystentem w zakładzie medycyny sądowej u prof. Jana Olbrychta. Od marca 1940 r. należał do ZWZ, a od 1943 r. do AK. W kwietniu 1943 r., po odkryciu przez Niemców grobów katyńskich, został powołany przez Polski Czerwony Krzyż jako biegły sądowy w skład komisji dla zbadania miejsca zbrodni. Komisja działała w Katyniu przez 5 tygodni. Ze swej pracy Wodziński sporządził raport. W czasie ekshumacji zidentyfikował 2800 ciał, odnalazł m.in. zwłoki mjr. dr. Wiktora Kalicińskiego. Kaliciński – legionista, lekarz związany z marszałkiem Józefem Piłsudskim, był krewnym szwagierki Mariana Wodzińskiego Krystyny z Drezińskich. Przekazał rodzinie wiadomość i zdjęcie grobu.
W marcu 1945 r. został wraz z dr Janem Roblem aresztowany i przesłuchiwany przez NKWD. Na bardzo zdecydowaną interwencję Rektora UJ prof. Tadeusza Lehra-Spławińskiego i dziekana prof. J. Supniewskiego lekarzy zwolniono z aresztu. Wodziński w obawie o swoje życie ukrywał się. W lipcu 1945 r. Prokuratura Specjalnego Sądu Karnego w Krakowie rozesłała za nim list gończy podpisany przez wiceprokuratora dr. Romana Martini. List ten był opublikowany m.in. w Dzienniku Polskim. W grudniu 1945 r. dr Marian Wodziński potajemnie opuścił Polskę. Zamieszkał w Liverpoolu. Tam założył rodzinę. Pracował jako lekarz. Miał syna i córkę. Do Polski nigdy nie powrócił. Odwiedzała go matka, a z bratem spotykał się potajemnie za granicą. Relacje ze swego udziału w komisji złożył w 1947 r. w archiwum Polskich Sił Zbrojnych w Londynie. Były one wielokrotnie publikowane w czasopismach polskich i za granicą. Zmarł w Liverpoolu 21 lipca 1986 r. Urna z prochami spoczęła w rodzinnym grobowcu na Cmentarzu Starym w Tarnowie.